# ژوکوفسکی (فیلم)
«ژوکوفسکی» (روسی: Жуковский) یک فیلم شوروی به کارگردانی وسوالد پودوفکین است که در سال ۱۹۵۰ منتشر شد.

## بازیگران
- Yuri Yurovsky – Nikolai Zhukovsky
- Ilya Sudakov – دمیتری مندلیف
- Vladimir Belokurov – سرگئی چاپلیگین
- Vladimir Druzhnikov – Pyotr Nesterov
- Sofiya Giatsintova – Zhukovsky's Mother
- Boris Smirnov
- Georgi Yumatov
- گریگوری اشپیگل